# حزب اخوان ترکمن عراق
حزب اخوان ترکمن عراق (به ترکی استانبولی: Irak Türkmen Kardeşlik Partisi) یک جنبش سیاسی در عراق به رهبری ولید شریکا است که عمدتاً از مردم ترکمن عراق تشکیل شده و عضو فهرست کردستانی است. این حزب برخلاف جبهه ترکمن‌های عراق و همسو با جنبش دموکراتیک ترکمن خواهان الحاق منطقه نفت‌خیز کرکوک به حکومت کردستان عراق است.